# 车时英
车时英（1930年10月22日—2019年9月20日），女，四川成都人，中国石油化工专家。曾任中国石油化工总公司北京石油化工科学研究院院副院长，中国石油和石化工程研究理事会炼化科技部主任。曾出席第四次全国妇女代表大会、中国共产党第十二次全国代表大会。国务院政府特殊津贴专家。车耀先三女儿。

## 生平
车时英于1930年10月22日出生于四川成都。1956年毕业于北京石油学院。
1956年至1960年，参加石油科技项目《铂重整催化剂研制及活性评价》研究。
1964年至1965年负责石油新型材料研制的科学技术管理，完成特种润滑油脂的试制。
1973年至1977年负责炼油、三大合成材料（塑料、橡胶、纤维）、助剂、染料等全行业科学技术管理。组织国家重点项目《分子筛及催化裂化催化剂》及《多金属重整催化剂》的计划编制、任务协调、半工业试验及工业试生产，任全国会战领导组副总指挥。
1980年至1987年领导组织《RN一1加氢精制催化剂及工艺》的研究并亲自解决“催化剂载体的选择及试生产中载体所需原材料”和“指导建立催速寿命试验方法”等技术关键问题,对提高催化剂活性水平、加快工业化进程、满足了国家"八五"建设工业装置需要。
1985年后负责科技成果推广应用，亲自组建九个科技开发公司，生产联合体及二个海外国际公司（美国、泰国）。
1993年获得中华人民共和国国务院颁发“发展我国工程技术事业做出的突出页献”荣誉证书。
2006年联合孙淑华、于志锋共同研究开发“废润滑油的再生工艺技术”并获得国家专利。2011年联合于志远、孙淑华、于志锋共同研究开发“废润滑油的再生方法”并获得国家专利。